# Loom (альбом Imagine Dragons)
Loom (стилізовано під LOOM) — шостий студійний альбом американського поп-рок гурту Imagine Dragons, випущений лейблами Kidinakorner та Interscope Records 28 червня 2024 року. Стандартна версія платівки складається з дев'яти пісень (що є для гурту найменшою кількістю в альбомі на сьогоднішній день). Продюсерами альбому став сам гурт та їх давні партнери Mattman & Robin.
Альбом став першим релізом колективу як тріо через відсутність барабанщика Деніеля Платцмана, який з березня 2023 року не бере участі в роботі гурту.

## Список пісень
Автор музики і слів Ден Рейнольдс, Вейн Сермон, Бен Маккі, Маттіас Ларссон і Робін Фредрікссон (якщо не зазначено інше). 
| Список пісень альбому Loom | Список пісень альбому Loom | Список пісень альбому Loom |
| #                          | Назва                      | Тривалість                 |
| -------------------------- | -------------------------- | -------------------------- |
| 1.                         | «Wake Up»                  | 2:46                       |
| 2.                         | «Nice to Meet You»         | 3:10                       |
| 3.                         | «Eyes Closed»              | 3:20                       |
| 4.                         | «Take Me to the Beach»     | 2:47                       |
| 5.                         | «In Your Corner»           | 3:59                       |
| 6.                         | «Gods Don't Pray»          | 2:49                       |
| 7.                         | «Don't Forget Me»          | 2:58                       |
| 8.                         | «Kid»                      | 2:39                       |
| 9.                         | «Fire in These Hills»      | 3:39                       |
| 28:07                      |                            |                            |

| Делюкс видання і додаткова пісня японського видання | Делюкс видання і додаткова пісня японського видання | Делюкс видання і додаткова пісня японського видання                             | Делюкс видання і додаткова пісня японського видання |
| #                                                   | Назва                                               | Автор                                                                           | Тривалість                                          |
| --------------------------------------------------- | --------------------------------------------------- | ------------------------------------------------------------------------------- | --------------------------------------------------- |
| 10.                                                 | «Eyes Closed» (за уч. J Balvin)                     | Рейнольдс Сермон Маккі J Balvin Luis Ángel O'Neill Laureano Ларссон Фредрікссон | 3:20                                                |
| 31:27                                               |                                                     |                                                                                 |                                                     |

| Додаткова пісня японського видання | Додаткова пісня японського видання | Додаткова пісня японського видання                  | Додаткова пісня японського видання |
| #                                  | Назва                              | Автор                                               | Тривалість                         |
| ---------------------------------- | ---------------------------------- | --------------------------------------------------- | ---------------------------------- |
| 11.                                | «Children of the Sky»              | Рейнольдс Сермон Маккі Інон Цур Ларссон Фредрікссон | 3:27                               |
| 34:54                              |                                    |                                                     |                                    |

## Учасники запису
Imagine Dragons
- Ден Рейнольдс
- Вейн Сермон
- Бен Маккі

## Чарти
| Чарт (2024)                                          | Найвища позиція |
| ---------------------------------------------------- | --------------- |
| Австралія Australian Albums (ARIA)                   | 17              |
| Австрія Austrian Albums (Ö3 Austria)                 | 3               |
| Бельгія Belgian Albums (Ultratop Flanders)           | 6               |
| Бельгія Belgian Albums (Ultratop Wallonia)           | 1               |
| Канада Canadian Albums (Billboard)                   | 23              |
| Чехія Czech Albums (ČNS IFPI)                        | 30              |
| Нідерланди Dutch Albums (MegaCharts)                 | 3               |
| Фінляндія Finnish Albums (Suomen virallinen lista)   | 19              |
| Франція French Albums (SNEP)                         | 1               |
| Німеччина German Albums (Offizielle Top 100)         | 2               |
| Угорщина Hungarian Albums (MAHASZ)                   | 14              |
| Ірландія Irish Albums (IRMA)                         | 62              |
| Італія Italian Albums (FIMI)                         | 9               |
| Lithuanian Albums (AGATA)                            | 6               |
| Нова Зеландія New Zealand Albums (Recorded Music NZ) | 12              |
| Норвегія Norwegian Albums (VG-lista)                 | 14              |
| Португалія Portuguese Albums (AFP)                   | 18              |
| Шотландія Scottish Albums (OCC)                      | 1               |
| Slovak Albums (IFPI)                                 | 27              |
| Іспанія Spanish Albums (PROMUSICAE)                  | 4               |
| Swedish Albums (Sverigetopplistan)                   | 18              |
| Швейцарія Swiss Albums (Schweizer Hitparade)         | 1               |
| Велика Британія UK Albums (OCC)                      | 5               |
| США Billboard 200                                    | 22              |
| US Top Rock & Alternative Albums (Billboard)         | 6               |